# Општина Сирецел (Јаши)
Сирецел (рум. Sireţel) општина је у Румунији у округу Јаши.
Oпштина се налази на надморској висини од 388 m.